# Don (Nederlandse film)
Don is een Nederlandse film uit 2006.
De film werd geschreven en geregisseerd door Arend Steenbergen.

## Verhaal
De 12-jarige Don wordt van de ene op de andere dag van school gehaald om van een keurige middelbare school naar een achterstandbuurt-school te gaan. Wat op de vorige school al veelvuldig gebeurde, het pesten, wordt nu alleen nog maar heviger en erger. Door een voetbalploeg samen te stellen hoopt hij weer vriendschappen te sluiten.

## Prijs
In november 2007 is de film in Spanje uitgeroepen tot beste speelfilm van het FICI kinder- en jeugdfilmfestival.

## Rolverdeling
- Clemens Levert ...Don
- Keisha Boye...Anna
- Samir Veen ...Henry
- Juliann Ubbergen ...Hossan
- Jorik Prins ...Han
- Ilias Addab ...Hiram
- Marius Gottlieb ...Milos
- Caroline De Bruijn ...Moeder van Don
- Reinout Bussemaker ...Vader van Don
- Sander Foppele ...Gymleraar
- Jeroen Spitzenberger ...Scheidsrechter finale
- René van 't Hof ...Vader van Milos
- Raymi Sambo ...Scheidsrechter
- Floris Heyne ...Rolf
- Lodewijk de Stoppelaar ...Jan Rutger